# Oscar Kiss Maerth
Oscar Kiss Maerth (né en 1914 et mort en 1991) est un auteur pseudo-scientifique né en Hongrie. 
Durant sa vie, il effectua de nombreux voyages en Asie, en Amérique du Sud ainsi qu’en Australie avant de s’installer, avec sa femme et ses trois enfants, en Italie sur les bords du lac de Côme. Il s’attela à la restauration de la Villa Passalacqua. 

## Théories
Il a écrit un célèbre ouvrage pseudo-scientifique intitulé L'Étrange Naissance de l'homme, publié en 1971. Il le rédigea alors qu’il se trouvait, dit-il, dans le monastère chinois de Tsin San.
Son ouvrage rejette les thèses créationnistes et évolutionnistes de l’homme au profit d'une forme de lamarckisme.
Pour lui, l’homme serait le descendant d’un singe né de l’accouplement improbable d’une espèce africaine et d’une autre asiatique. Cet être hybride aurait été rejeté tant par la branche paternelle que maternelle. Esseulé, il essayait en vain de trouver une femelle avec laquelle il pourrait s’accoupler ; il en aurait trouvé finalement une, prise de force à une horde de singes. Ces derniers, mécontents de son intrusion, l'auraient attaqué en retour. L’être hybride aurait alors tué un de ses singes et consommé son cerveau ; il aurait constaté que ce repas augmentait considérablement ses pulsions sexuelles. Il y aurait donc pris rapidement goût, comme une drogue. Ses descendants, toujours rejetés par les deux branches originelles, auraient été comme lui cannibales ; ils auraient eux aussi constaté que la consommation de cerveau augmentait leur capacité de compréhension du monde : l'intelligence était comestible ! Néanmoins, cette nouvelle alimentation, artificielle pour une espèce primitivement herbivore, aurait entraîné de profonds bouleversements hormonaux et des désordres psychologiques irréversibles, entraînant perte des poils et bipédie. 
Oscar Kiss Maerth émet l'hypothèse que ce processus de cannibalisation aurait débuté il y a environ 6 à 8 millions d’années, pour se terminer vers 40 000 ans av. J.-C. À cette époque-là, l’homme aurait pris conscience qu’à force de s’entre-dévorer, son espèce risquait de disparaître. Il aurait donc instauré des lois pour enrayer définitivement ce phénomène.
Maerth ne présente aucune preuve à l'appui de ses théories ; il prétend baser ses thèses sur des rencontres avec des tribus cannibales de Java et de Nouvelle-Guinée, qu’il aurait interrogé longuement. Il aurait également remarqué, alors qu’il mangeait du cerveau de singe dans un restaurant en Asie du Sud, que l’absorption de cet aliment lui provoquait des sensations étranges.
Par ailleurs, l'ouvrage a été critiqué pour son racisme ordinaire (par exemple les planches comparant des visages africains ou asiatiques à ceux de singes).

## Œuvre
- L'Étrange naissance de l'homme, 1971.
- Le Discours de Moltrasio, 1974.